# Тирни, Росс
Росс Тирни (англ. Ross Tierney; род. 6 марта 2001, Дублин) — ирландский футболист, полузащитник клуба «Мотеруэлл».

## Клубная карьера
Тирни — воспитанник клубов «Сент-Кевинс Бойз» и «Богемиан». 2 августа 2019 года в матче против «Финн Харпс» он дебютировал в ирландской Премьер-лиге в составе последнего. 16 августа в поединке против ЮКД Росс забил свой первый гол за «Богемиан». В начале 2022 года Тирни перешёл в шотландский «Мотеруэлл», подписав контракт на 3,5 года. 26 января в матче против «Хиберниана» он дебютировал в шотландской Премьер-лиге. 1 февраля в поединке против «Сент-Миррен» Росс забил свой первый гол за «Мотеруэлл». 